# Norihiro Satsukawa
Norihiro Satsukawa (født 18. april 1972) er en tidligere japansk fodboldspiller og træner.
Han har spillet for flere forskellige klubber i sin karriere, herunder Yokohama Flügels og Kashiwa Reysol.
Han har tidligere trænet FC Ryukyu og SC Sagamihara.